# Celithemis eponina
Celithemis eponina är en trollsländeart som först beskrevs av Dru Drury 1773.  Celithemis eponina ingår i släktet Celithemis och familjen segeltrollsländor. Inga underarter finns listade i Catalogue of Life.

## Bildgalleri

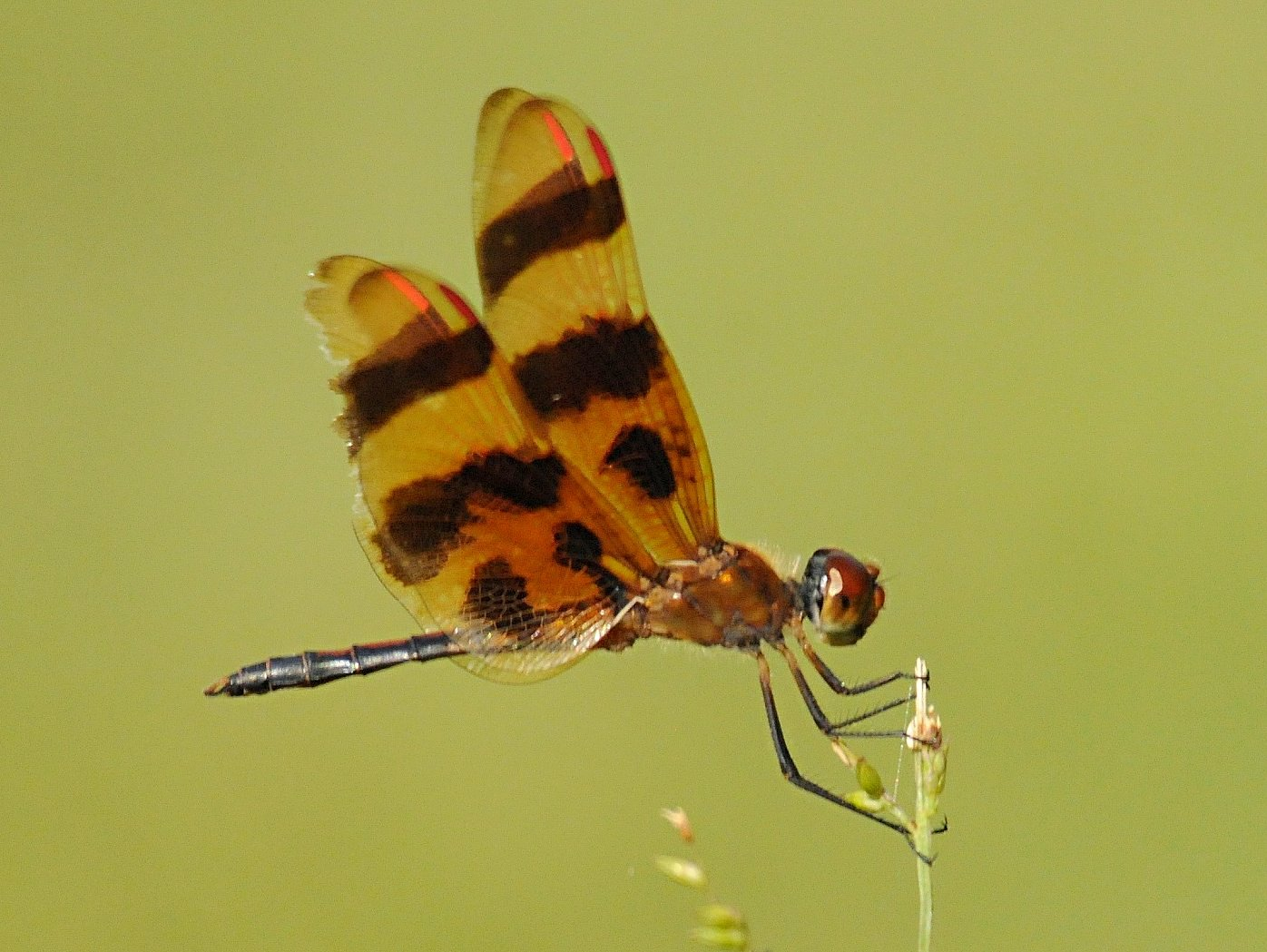
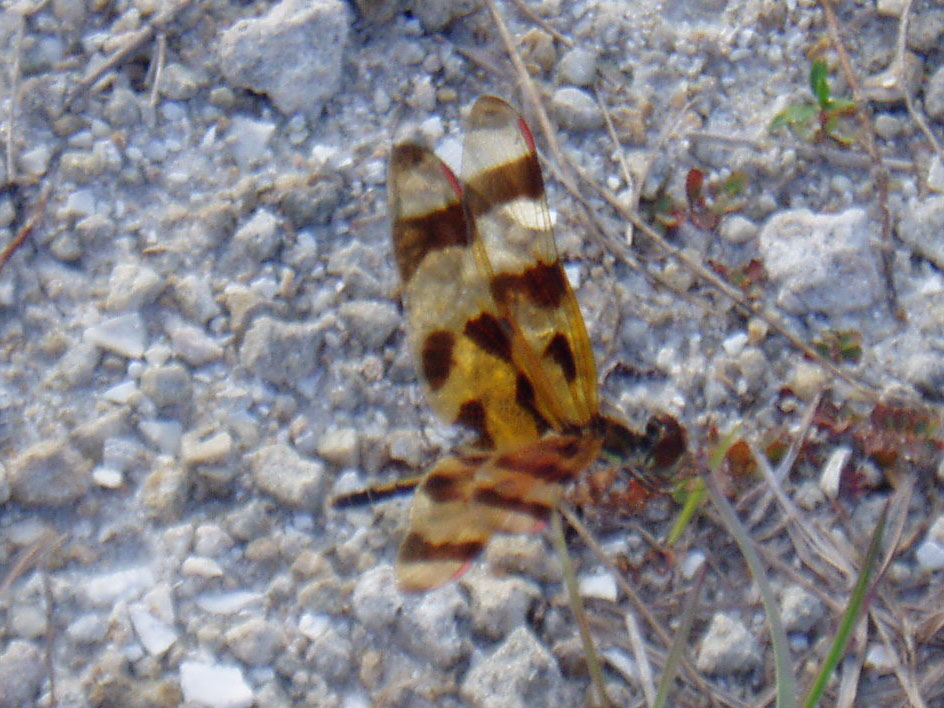
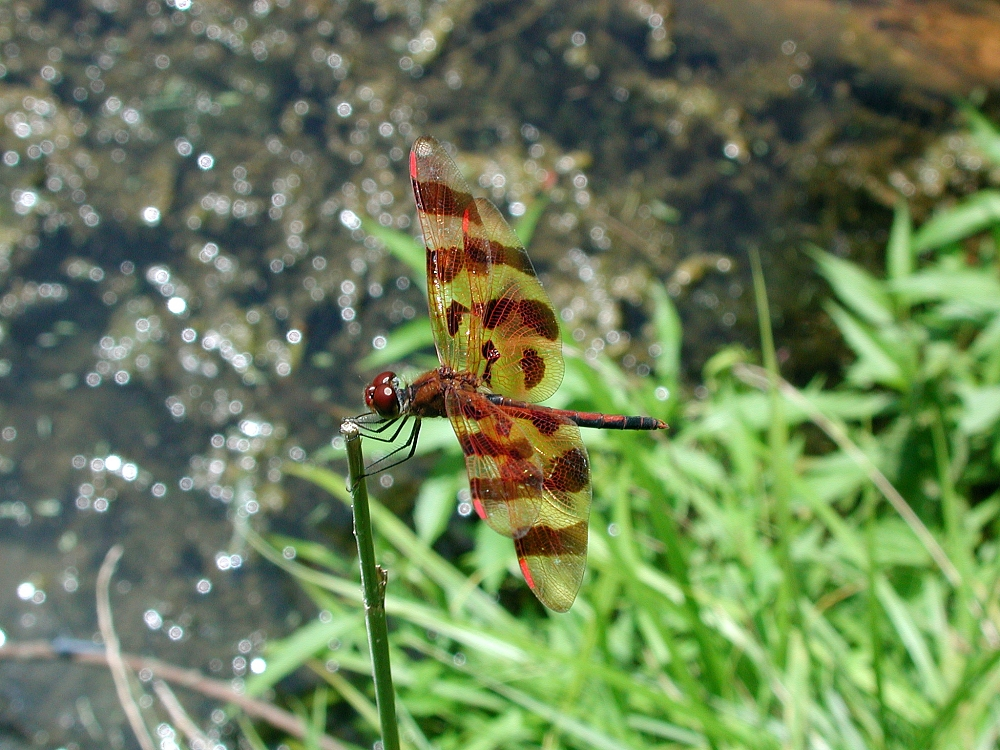
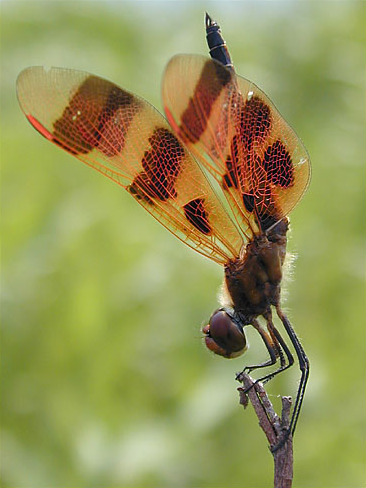
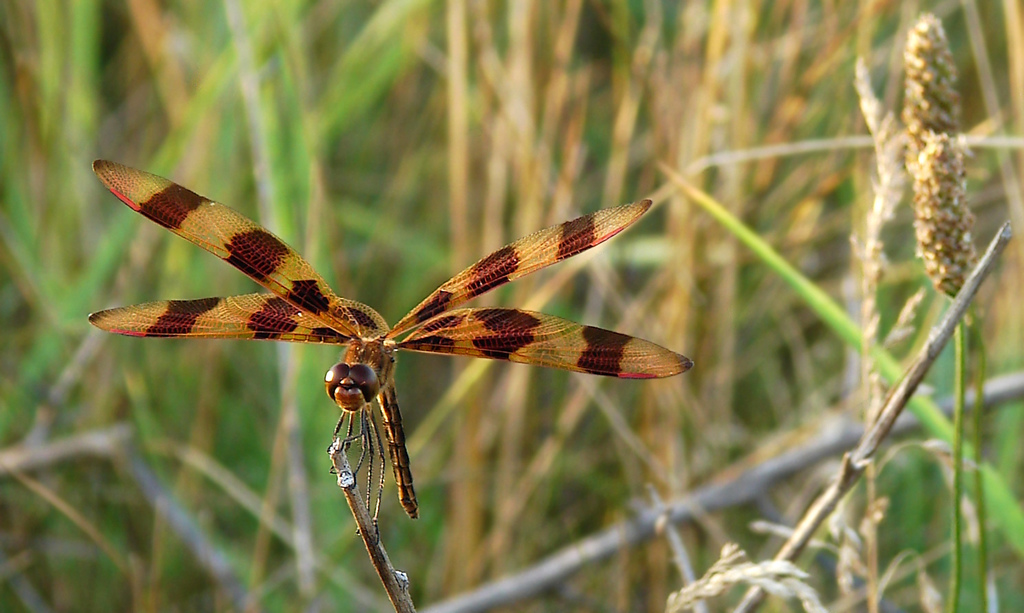
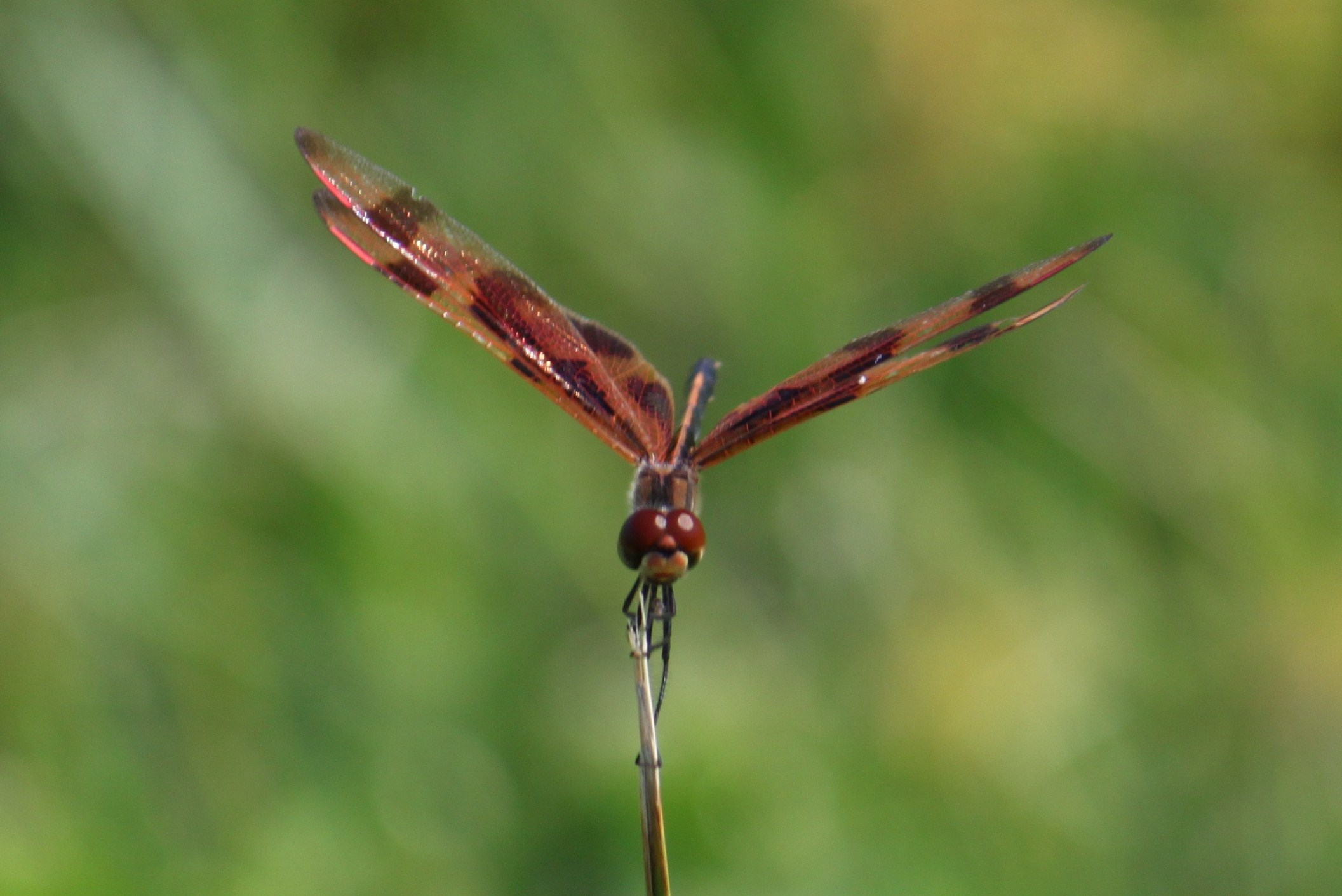